# Uddevalla pastorat
Uddevalla pastorat är ett pastorat i Göteborgs stift i Uddevalla kommun i Västra Götalands län.
Pastoratskoden är 080604.

## Församlingar
- Bäve församling
- Dalabergs församling
- Lane-Ryrs församling
- Uddevalla församling